# Унтераммергау
Унтераммергау (нем. Unterammergau) — община в Германии, в земле Бавария. 
Подчиняется административному округу Верхняя Бавария. Входит в состав района Гармиш-Партенкирхен.  Население составляет 1466 человек (на 31 декабря 2010 года). Занимает площадь 29,90 км².